# In My Mind (Dynoro e Gigi D'Agostino)
In My Mind è un singolo del DJ lituano Dynoro e del DJ italiano Gigi D'Agostino, pubblicato l'8 giugno 2018.
Il singolo, il cui ritornello riprende la melodia della canzone L'amour toujours (I'll Fly with You) di Gigi D'Agostino, fu realizzato da Dynoro e pubblicato inizialmente nel dicembre 2017. Per motivi di copyright, il singolo è stato rimosso e ripubblicato a giugno 2018 con l'aggiunta nei crediti dello stesso Gigi D'Agostino.
È stato riconosciuto col M.A.M.A. alla canzone dell'anno.

## Composizione
Il brano è un riadattamento della canzone del 2012 In My Mind di Ivan Gough e Feenixpawl in collaborazione con Georgi Kay. Il ritornello riprende la famosa melodia di L'amour toujours (I'll Fly with You), una canzone del 2000 di Gigi D'Agostino.

## Classifiche

### Classifiche settimanali
| Classifica (2018-25) | Posizione massima |
| -------------------- | ----------------- |
| Australia            | 7                 |
| Austria              | 1                 |
| Belgio (Fiandre)     | 2                 |
| Belgio (Vallonia)    | 1                 |
| Bielorussia          | 136               |
| Bulgaria             | 3                 |
| Canada               | 50                |
| Croazia              | 10                |
| Danimarca            | 3                 |
| Estonia              | 2                 |
| Finlandia            | 1                 |
| Francia              | 7                 |
| Germania             | 1                 |
| Grecia               | 6                 |
| Irlanda              | 5                 |
| Islanda              | 2                 |
| Italia               | 11                |
| Kazakistan           | 192               |
| Lettonia             | 1                 |
| Lituania             | 2                 |
| Moldavia             | 34                |
| Norvegia             | 1                 |
| Nuova Zelanda        | 15                |
| Paesi Bassi          | 3                 |
| Polonia              | 1                 |
| Portogallo           | 11                |
| Regno Unito          | 5                 |
| Repubblica Ceca      | 1                 |
| Romania              | 17                |
| Russia               | 1                 |
| Slovacchia           | 1                 |
| Slovenia             | 1                 |
| Spagna               | 45                |
| Svezia               | 1                 |
| Svizzera             | 1                 |
| Ucraina              | 1                 |
| Ungheria             | 1                 |

### Classifiche di fine anno
| Classifica (2018) | Posizione |
| ----------------- | --------- |
| Australia         | 93        |
| Austria           | 1         |
| Belgio (Fiandre)  | 13        |
| Belgio (Vallonia) | 7         |
| Brasile           | 180       |
| Croazia           | 71        |
| Danimarca         | 24        |
| Estonia           | 6         |
| Francia           | 56        |
| Germania          | 1         |
| Irlanda           | 40        |
| Islanda           | 17        |
| Italia            | 75        |
| Norvegia          | 7         |
| Paesi Bassi       | 20        |
| Polonia           | 11        |
| Regno Unito       | 86        |
| Romania           | 96        |
| Russia            | 2         |
| Slovenia          | 43        |
| Svezia            | 11        |
| Svizzera          | 4         |
| Ucraina           | 52        |
| Ungheria          | 7         |
| Classifica (2019) | Posizione |
| Australia         | 99        |
| Austria           | 29        |
| Belgio (Fiandre)  | 62        |
| Belgio (Vallonia) | 77        |
| Danimarca         | 90        |
| Francia           | 91        |
| Germania          | 19        |
| Islanda           | 32        |
| Lettonia          | 33        |
| Polonia           | 70        |
| Portogallo        | 119       |
| Romania           | 89        |
| Russia            | 49        |
| Slovenia          | 17        |
| Svezia            | 98        |
| Svizzera          | 17        |
| Ucraina           | 2         |
| Ungheria          | 17        |
| Classifica (2020) | Posizione |
| Ucraina           | 49        |
| Classifica (2021) | Posizione |
| Ucraina           | 175       |

### Classifiche di fine decennio
| Classifica (2010-19) | Posizione |
| -------------------- | --------- |
| Germania             | 20        |
| Russia               | 24        |
| Ucraina              | 16        |